# Koruna (Broumovské stěny)
Koruna (německy Ringelkoppe) je strmý vrch o nadmořské výšce 772 m nacházející se nad obcí Božanov v Broumovských stěnách na území CHKO Broumovsko. Na vrcholu přístupném po zeleně značené odbočce turistické trasy vedoucí z Police nad Metují k rozcestí u Machovského kříže se nalézá vyhlídka, ze které je rozhled na část Broumovské kotliny, polskou Hejšovinu (Szczeliniec) a Bor a za dobrého počasí i na Jeseníky.